# Таболово (Ленинский район)
Та́болово — деревня в Ленинском городском округе Московской области России.

## Расположение
Деревня Таболово находится примерно в 3 км к востоку от центра города Видное. Ближайший населённый пункт — деревня Дыдылдино. Рядом протекает река Купелинка.

## История
Название села, предположительно, произошло от некалендарного личного имени Табол.
Согласно писцовым книгам 1627—1628 годов, «при селе Таболово исстари существовала церковь», которая в начале XVII века была упразднена. Продолжало существовать церковное место с церковной пашней. Село Таболово входило в Ратуев стан Московского уезда. В селе находилось «10 дворов крестьян и бобылей три двора».
В XVII веке сельцо сменило нескольких владельцев. Им поочерёдно владели воевода боярин Василий Морозов; князь Иван Борисович Черкасский, двоюродный брат царя Михаила Романова и глава правительства при нём; боярыня Анна Хитрово, «мамка» (воспитательница) царя Фёдора Алексеевича. В конце XVII века Анна Хитрово продала сельцо братьям Фёдору и Андрею Апраксиным за 5 тысяч рублей. От них сельцо перешло к их старшему брату Петру Матвеевичу Апраксину (все три брата были сподвижниками Петра I), участнику многих боев со шведами, который построил белокаменный храм Успения Пресвятой Богородицы, сохранившийся до наших дней. Строительство началось в 1705 году. Также Пётр Апраксин получил разрешение на уступку земли из своей вотчины в сельце Таболове, 10 четвертей в поле, сена 10 копен, в пользу священника с причетниками строящейся церкви. Сельцо Таболово стало селом. В 1719 году Пётр Апраксин умер, и село унаследовала его вдова графиня Елена Михайловна Апраксина. При ней в 1721 году строительство было завершено. Помещение храма рассчитано на сравнительно небольшое число молящихся, что было уместно в усадьбе. Одновременно с церковью была построена колокольня. В те годы в селе имелись дворы священника и дьякона, дьячка, пономаря и просвирницы, а также двор вотчинников и 17 крестьянских дворов. В 1757 году Елена Апраксина продала село князю Дмитрию Юрьевичу Трубецкому, прадеду Льва Толстого. После смерти Дмитрия Трубецкого его наследники (князь Иван Дмитриевич), согласно купчей, в 1794 году продали село отставному бригадиру екатерининских времен потомственному дворянину Степану Григорьевичу Мельгунова.
В XIX веке деревня село Таболово входило в состав Сухановской волости Подольского уезда. В 1899 году в селе проживало 60 человек, была земская школа.
После смерти Мельгунова имение сменило несколько владельцев, и 1881 году было приобретено купцом первой гильдии Иваном Егоровичем Гавриловым (1838—1903), почётным потомственным гражданином (с 1894), миллионером и скупщиком земель, награждённым орденами «числом более десяти» — среди них ордена: Св. Станислава 3-й степени (1893) и Св. Анны 3-й степени (1897). Он трудился в комитете для разбора и призрения просящих милостыню; был присяжным попечителем Московского коммерческого суда; состоял церковным старостой при двух церквях Московского военного госпиталя; делал регулярные пожертвования в церковь работного дома; жертвовал на украшение церквей и построил часовню. Гаврилов обновил и пристроил ряд служебных построек на церковной земле Успенского храма в 1883 году, произвёл большие пожертвования на храм; в течение четырёх трёхлетий был старостой церкви и 1 января 1895 года был избран в пятый раз, но не был утверждён епархиальным начальством, поскольку по новому определению Синода одно лицо не могло быть старостой при нескольких церквах, а Гаврилов к тому времени заримал такую же должность в московском Николо-Пыжевском храме. В повести А. П. Чехова «Три года» прототипом старого властного купца Лаптева является именно И. Е. Гаврилов, у которого отец Антона Павловича начал работать с ноября 1877 года, благодаря рекомендации своего 26-летнего племянника Михаила, сначала писцом, затем — конторщиком за 40 рублей в месяц.
По инициативе Гаврилова было произведено подробное межевание земли, в документах которого сообщается, что «под церковью и кладбищем 1176 кв. саж.». Под пахотой находилось 11 десятин, 7 десятин были сенокосными, остальная площадь — неудобья и лес.
В 1882 году последним (перед закрытием церкви) священником Успенской церкви стал Иосиф Михайлович Веденский. Образование он получил во Владимирской духовной семинарии. Приход храма был небольшим. В него входили жители села Таболово, деревень Петровская и Апаринки и посёлка Малое Видное. Всего 64 двора, в которых проживало 384 жителя. В 1913 году Иосиф Веденский за 25-летнюю службу был награждён орденом Св. Анны 3-й степени; в 1915 году стал благочинным Третьего округа Подольского уезда, а в 1916 году был возведён в сан протоиерея. Ещё до определения на священническое место Иосиф Веденский много лет преподавал в народном Таболовском земском училище. На ниве просвещения он начал служить в 1873 году и беспрерывно продолжал до 1916 года. С 1887 он также стал законоучителем (преподавал Закон Божий) в училище. В 1900—1903 годах Иосиф Веденский состоял членом комиссии приюта для душевнобольных в селе Остров. С 1882 года занимался садоводством, посадил на своей земле уникальный сад. Вырастил единственную в Подмосковье грушу «дюшес», за что получил золотую медаль на сельскохозяйственной выставке.
В советский период священник Иосиф Веденский не был репрессирован, но подвергался притеснениям. В частности, он был выселен из своего дома, который был отдан под школу, в бывшее здании школы, которое требовало капитального ремонта; была попытка отобрать его сад и др. В 1930 году его сад был фактически уничтожен. Основанием для этого послужили проект районной земельной комиссии 1929 года и заключение Моссельпромхоза 1930 года. Несмотря на его неоднократные жалобы и просьбы, никто не защитил 80-летнего священника и его сад. О последних годах жизни Иосифа Веденского ничего не известно. По воспоминаниям старожилов, его дочь преподавала в Таболовской начальной школе. В 1918 году на землях села Таболово был образован совхоз «Гаврилово». Церковь продолжала действовать, но, как и в других церквях России, в 1922 году из неё была изъята ценная утварь. В 1932 году совхоз «Гаврилово» был передан в ведение Центрального НИИ эпидемиологии и микробиологии Наркомздрава РСФСР. Институт считал, что существование действующей церкви, приход которой в начале 1930-х годов значительно расширился, на его территории не допустимо. Успенский храм в те годы окормлял верующих селений Дыдылдино, Таболово, Малое Таболово, а также деревень Петровская и Апаринки, с общим количеством прихожан до 1700 человек. 1 октября 1934 года церковь была закрыта. До середины XX века она использовалась как склад, диспетчерская автобазы, водонапорная башня. В 1958 году «здание церкви в запущенном состоянии» получила в аренду у Управления культуры Мособлсовета  Центральная студия документальных фильмов. Несмотря на то, что церковь была официально признана памятником архитектуры, подлежащим охране, она использовалась как хранилище документальных фильмов, и её внутренний интерьер был испорчен 13-ю каменными боксами с металлическими дверями, в которых хранились коробки с киноплёнками. Первая служба в возвращённом верующим храме состоялась 4 ноября 1990 года.
Согласно Всероссийской переписи, в 2002 году в деревне проживало 27 человек (13 мужчин и 14 женщин). По данным на 2005 год в деревне проживало 24 человека.
До 2006 года деревня входила в Горкинский сельский округ Ленинского района, а с 2006 до 2019 года в рамках организации местного самоуправления входила в городское поселение Видное Ленинского муниципального района.
С 2019 года входит в Ленинский городской округ.

## Достопримечательности
В окрестностях деревни на территории бывшей усадьбы расположен белокаменный храм Успения Пресвятой Богородицы, построенный в 1705—1721 годах. Храм, созданный на рубеже двух эпох, сочетает в себе черты нескольких направлений в русской архитектуре. Планировка XVI—XVII веков органически сочетается с массами «нарышкинского стиля» при трактовке деталей в характере европейского барокко.